# Laothoe rufa
Laothoe rufa är en fjärilsart som beskrevs av Gillmer 1904. Laothoe rufa ingår i släktet Laothoe och familjen svärmare. Inga underarter finns listade i Catalogue of Life.